# Vallesvilles
Vallesvilles è un comune francese di 387 abitanti situato nel dipartimento dell'Alta Garonna nella regione dell'Occitania.

## Monumenti e luoghi d'interesse

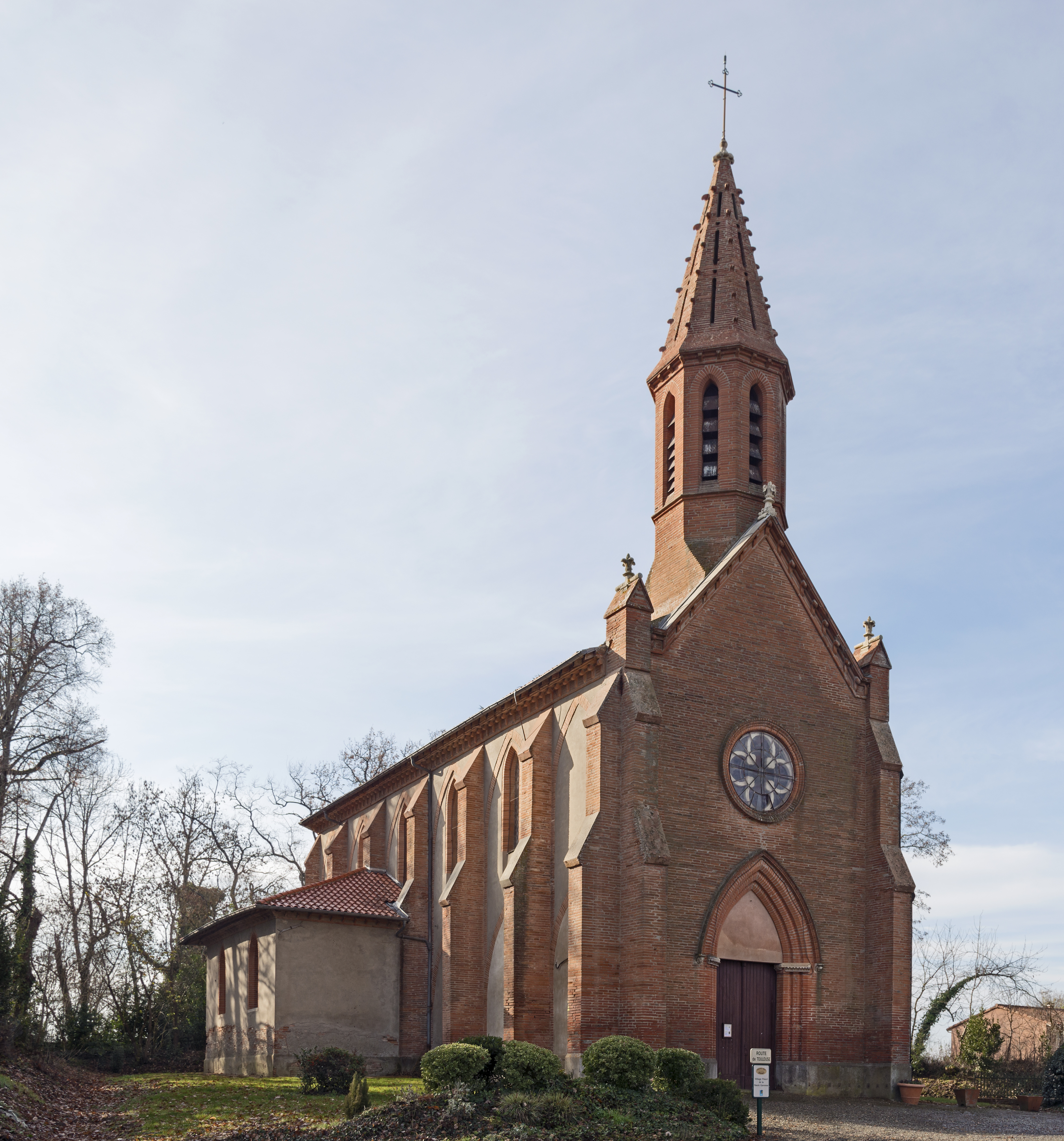
Chiesa San Martino

## Società

### Evoluzione demografica
Abitanti censiti